# بحيرة جليمور
بحيرة جليمور هي بحيرة تقع في ولاية كاليفورنيا في سلسلة جبال سييرا نيفادا، وإلى الغرب من بحيرة تاهو في البرية. ويمكن الوصول إليها عن طريق المشي لمسافات طويلة إلى الغرب من غلين ينابيع جبال الألب بالقرب من مدينة ساوث ليك تاهو. هذه البحيرة تقدم صيد كبير لبحيرة سمك السلمون المرقط.

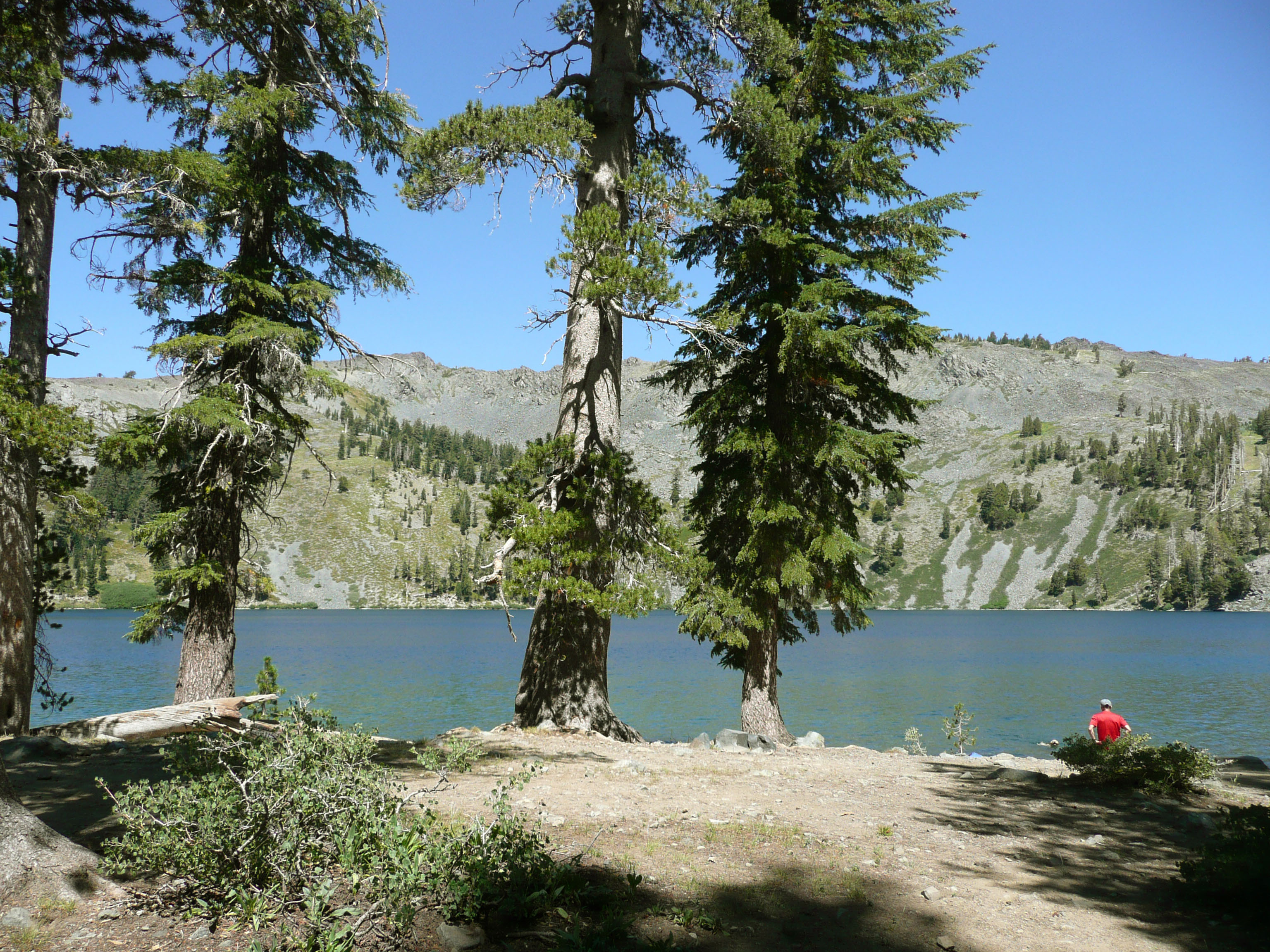
بحيرة جليمور

## وصلات خارجية
- Fishing Stories نسخة محفوظة 31 أغسطس 2006 على موقع واي باك مشين.
- U.S. Geological Survey Geographic Names Information System: Gilmore Lake